# بيتر بوست (دراج)
بيتر بوست (بالإنجليزية: Peter Post)‏ مواليد 12 نوفمبر 1933 في أمستردام، هولندا - الوفاة 14 يناير 2011 في أمستردام، هولندا، كانت دراج هولندية سابقة في صنف سباق الدراجات على الطريق وعلى المضمار.

## سجل النتائج

### سباقات أو مراحل فازت بها
- بطولة العالم لسباق الدراجات على الطريق

## روابط خارجية
- بيتر بوست على موقع أرشيف الدراجات (الإنجليزية)
- بيتر بوست على موقع إحصائيات الدراجات الإحترافية (الإنجليزية)
- بيتر بوست على موقع CycleBase (الإنجليزية)